# Namerikawa
Namerikawa (jap. 滑川市, -shi) ist eine Stadt in der Präfektur Toyama in Japan.

## Geographie
Namerikawa liegt nordöstlich von Toyama und westlich von Uozu an der Toyama-Bucht des Japanischen Meeres.

## Geschichte
Die Stadt Namerikawa wurde am 1. März 1954 gegründet.

## Sehenswürdigkeiten
- Leuchtkalmar-Museum

## Städtepartnerschaften
- Komoro, Japan, seit 1974
- Toyokoro, Japan, seit 1984
- Nasushiobara, Japan, seit 1996

- Schaumburg, Vereinigte Staaten, seit 1997

## Söhne und Töchter der Stadt
- Shigeru Muroi (* 1960), Schauspielerin

## Verkehr
- Zug:
  - JR Hokuriku-Hauptlinie
- Straße:
  - Hokuriku-Autobahn
  - Nationalstraße 8

## Angrenzende Städte und Gemeinden

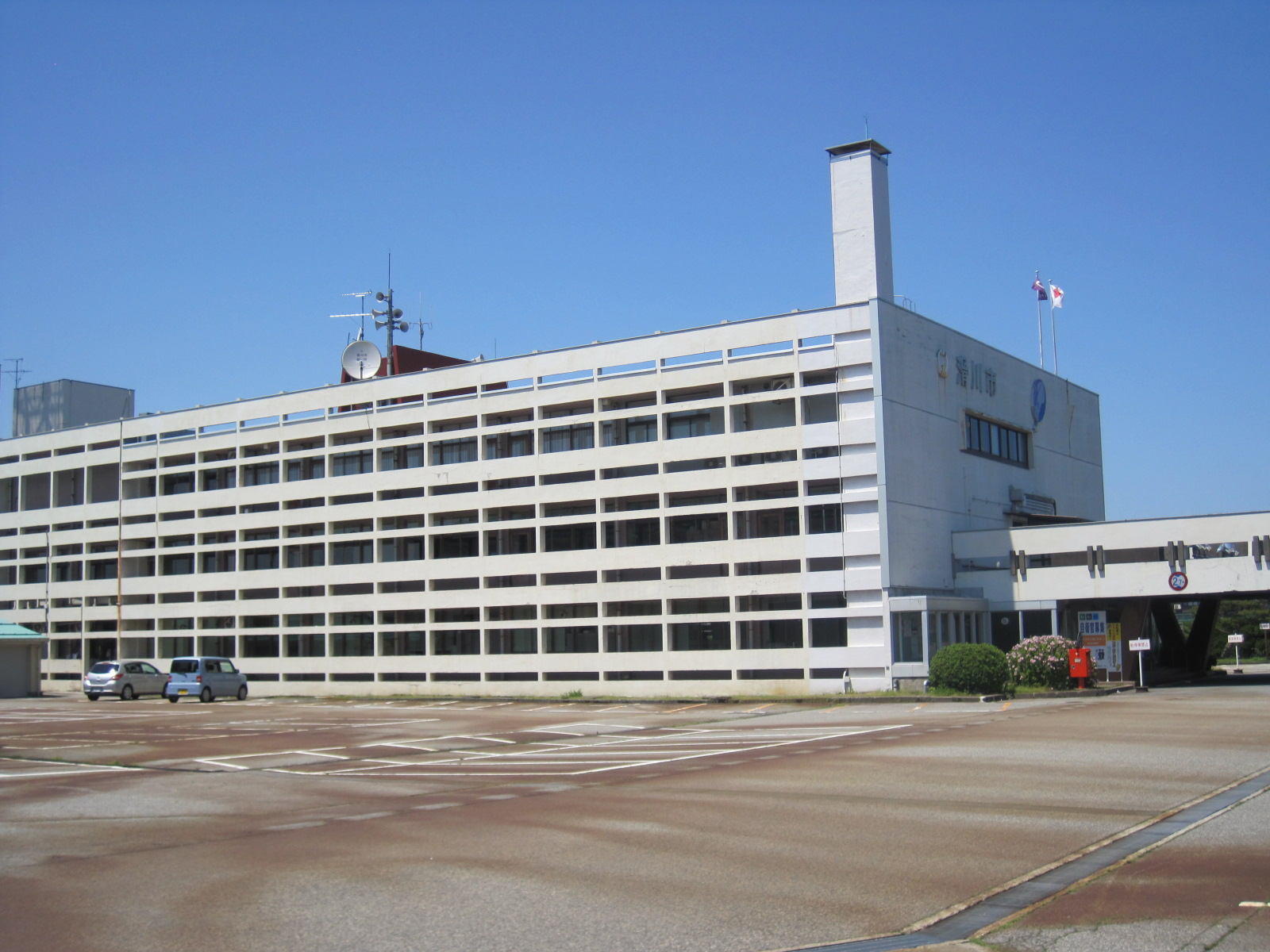
Rathaus

- Toyama
- Uozu
- Kamiichi